# Гиздаву, Думитру
Думитру Гиздаву (рум. Dumitru Ghizdavu; род. 21 мая 1949) — американский, ранее румынский, шахматист, международный мастер (1972).
В составе сборной Румынии участник двух Олимпиад (1972—1974) и 5-го командного чемпионата Европы (1973) в Бате. На международном турнире в Бухаресте (1973) занял 2-е место.

## Изменения рейтинга
| Графики недоступны из-за технических проблем. См. информацию на Фабрикаторе и на mediawiki.org. |